# 切爾沃尼蘭 (馬林區)
50°51′45″N 29°8′13″E / 50.86250°N 29.13694°E
切爾沃尼蘭（烏克蘭語：Червоний Лан），是烏克蘭北部的村莊，隸屬日托米爾州的科羅斯滕區。該村始建於1941年，面積0.65平方公里，海拔高度173米，2001年人口86，人口密度每平方公里131.7人。